# اک ان ویل
اک ان ویل (به هلندی: Eck en Wiel) یک منطقهٔ مسکونی در هلند است که در بورن (هلند) واقع شده‌است. اک ان ویل ۱٬۷۴۰ نفر جمعیت دارد.